# A legjobb barinőm férjhez megy
A legjobb barinőm férjhez megy (eredeti cím: Adult Best Friends) 2024-es amerikai filmvígjáték, amelyet Delaney Buffett és Katie Corwin forgatókönyvéből Delaney rendezett. A főbb szerepekben Delaney Buffett, Katie Corwin, Mason Gooding és Zachary Quinto látható.
A film 2024. június 8-án jelent meg a Tribeca Filmfesztiválon. Az Amerikai Egyesült Államokban 2025. február 26-án mutatták be a Gravitas Ventures forgalmazásában. Magyarország a HBO Max mutatta be 2025. július 3-án.

## Cselekmény
Katie és Delaney tizenéves koruk óta barátnők, amikor egy ottalvós bulin találkoztak. Hamarosan Katie barátja, John megkéri a kezét, de a lány nehezen tudja ezt elmondani a barátnőjének. Delaney soha nem kedvelte Katie egyik barátját sem; keményen bulizik, azzal fekszik le, akivel csak akar, és nem tervezi, hogy valaha felnőjjön vagy megállapodjon.
Katie meghívja őt egy csak a legjobb barátnőknek szóló hétvégi kiruccanásra közös gyerekkori tengerparti városukba, hogy közölje vele a jó hírt, viszont bonyodalmak lépnek fel; előfordulnak véletlen találkozások a múltjukból. Bizarr idegenek avatkoznak az ügyeikbe, ami miatt Katie és Delaney összeveszik, de végül kibékülnek.

## Szereplők
| Szerep  | Színész                   | Magyar hang    |
| ------- | ------------------------- | -------------- |
| Delaney | Delaney Buffett           | Laudon Andrea  |
| Delaney | Keeley Karsten (fiatalon) | Károlyi Lili   |
| Katie   | Katie Corwin              | Mezei Kitty    |
| Katie   | Jolie Handler (fiatalon)  | Vadász Laura   |
| John    | Mason Gooding             | Csiby Gergely  |
| Henry   | Zachary Quinto            | Varga Gábor    |
| Mel     | Hannah Campbell           |                |
| Phil    | Carmen Christopher        |                |
| Roxy    | Cazzie David              |                |
| Charlie | Connor Hines              | Fehér Tibor    |
| Theo    | Alexander Hodge           |                |
| Gwen    | Miki Ishikawa             |                |
| Daria   | Heather Mazur             | F. Nagy Eszter |
| Kyle    | Benjamin Norris           |                |
| Tommy   | Michael Rowland           | Moser Károly   |
| Luca    | Owen Thiele               |                |

### Magyar változat
- Magyar szöveg: Nagy Anikó
- Hangmérnök: Gombár Bendegúz és Takács György
- Vágó: Takács György
- Gyártásvezető: Farkas Márta
- Szinkronrendező: Kertész Andrea
- Produkciós vezető: Jávor Barbara

A szinkront a Direct Dub Studios készítette el.

## A film készítése
A filmet 16 nap alatt forgatták le Mississippiben. Bár a cselekmény kitalált, Buffett és Corwin bizonyos eseményeket és személyiségjegyeket valós tapasztalataikból merítettek.

## Bemutató
A legjobb barinőm férjhez megy című filmet 2024. június 8-án mutatták be a Tribeca Filmfesztiválon. 2025. február 26-án korlátozott számú moziban mutatták be, majd 2025. május 2-tól vált elérhetővé a HBO Max-streamingszolgáltatáson.

## Fogadtatás
A film általánosságban pozitív kritikákat kapott. A Rotten Tomatoes weboldalon 83%-os értékelést kapott 12 kritika alapján. Murtada Elfadl a Variety számára a következőket írta: „A film forgatókönyvírói és főszereplői, Katie Corwin és Delaney Buffett hihető barátságot alakítanak ki egymással (akiket a filmben is Katie-nek és Delaney-nek hívnak), és tisztességes párbeszédet írnak le arról, hogy az emberek miért házasodnak vagy miért nem házasodnak össze. Valami azonban hiányzik – a film végül inkább unalmas, mint vicces.”